# Червонопартизанське підземне сховище газу
Червонопартизанське підземне сховище газу — газосховище, створене біля траси газопроводу Дашава — Київ — Брянськ — Москва для регулювання сезонної нерівномірності споживання газу.
Червонопартизанське сховище газу було створене у 1968 році в Чернігівській області. Так само як і перше — Олишівське — воно було споруджене у водоносних структурах, чим відрізняється від більшості ПСГ України. Це викликало певну особливість сховища, яка потребує скорочення нейтрального періоду перед відбиранням газу для економії пластової енергії в умовах значного перевищення пластового тиску штучних газових покладів у кінці періоду закачування над тиском в оточуючій водоносній області.
Червонопартизанське ПСГ з'єднане з Олишівським перемичкою, через яку зокрема відбувалось його заповнення у перші три роки.
Після спорудження у 1990-х роках газопроводу Тула – Шостка – Київ Червонопартизанське сховище було підключене і до нього. При цьому у 2008 році ввели в експлуатацію компресорну станцію Бобровницька (сім установок ГПА-Ц-6.3С), яка працює як на трубопроводі, так і на нагнітання до ПСГ.
Проектний активний обсяг сховища — 1,5 млрд м³ газу, загальний обсяг включаючи буферний газ 3 млрд м³. На об'єкті пробурено 92 свердловини, у тому числі 67 експлуатаційно-нагнітальних. Власна компресорна станція сховища обладнана тринадцятьма ГМК-10.
25 лютого 2016 року під час проведення планових ремонтних робіт на технологічній свердловині № 70 сталася розгерметизація запірної арматури з подальшим фонтануванням газу в повітря на висоту 40-50 метрів. На щастя, займання не сталось, і через 3 дні аварійним бригадам вдалося припинити витік газу.